# Трегубово (Новгородская область)
Трегу́бово — деревня в Чудовском муниципальном районе Новгородской области, административный центр Трегубовского сельского поселения.
Расположена на федеральной автомобильной дороге «Россия» М10 (E 105) в 55 км от Великого Новгорода, между деревнями Большое Опочивалово и Спасская Полисть в месте пересечения её железной дорогой Чудово — ст. Новгород на Волхове — оставшийся участок введённый в эксплуатацию 18 мая 1871 года железной дороги Чудово — Новгород — Шимск — Старая Русса (бо́льшая часть дороги не восстановлена после Великой Отечественной войны). Рядом есть одноимённая железнодорожная станция расположенная на 18 км от Чудово. Через деревню протекает река Полисть — левый приток Волхова.

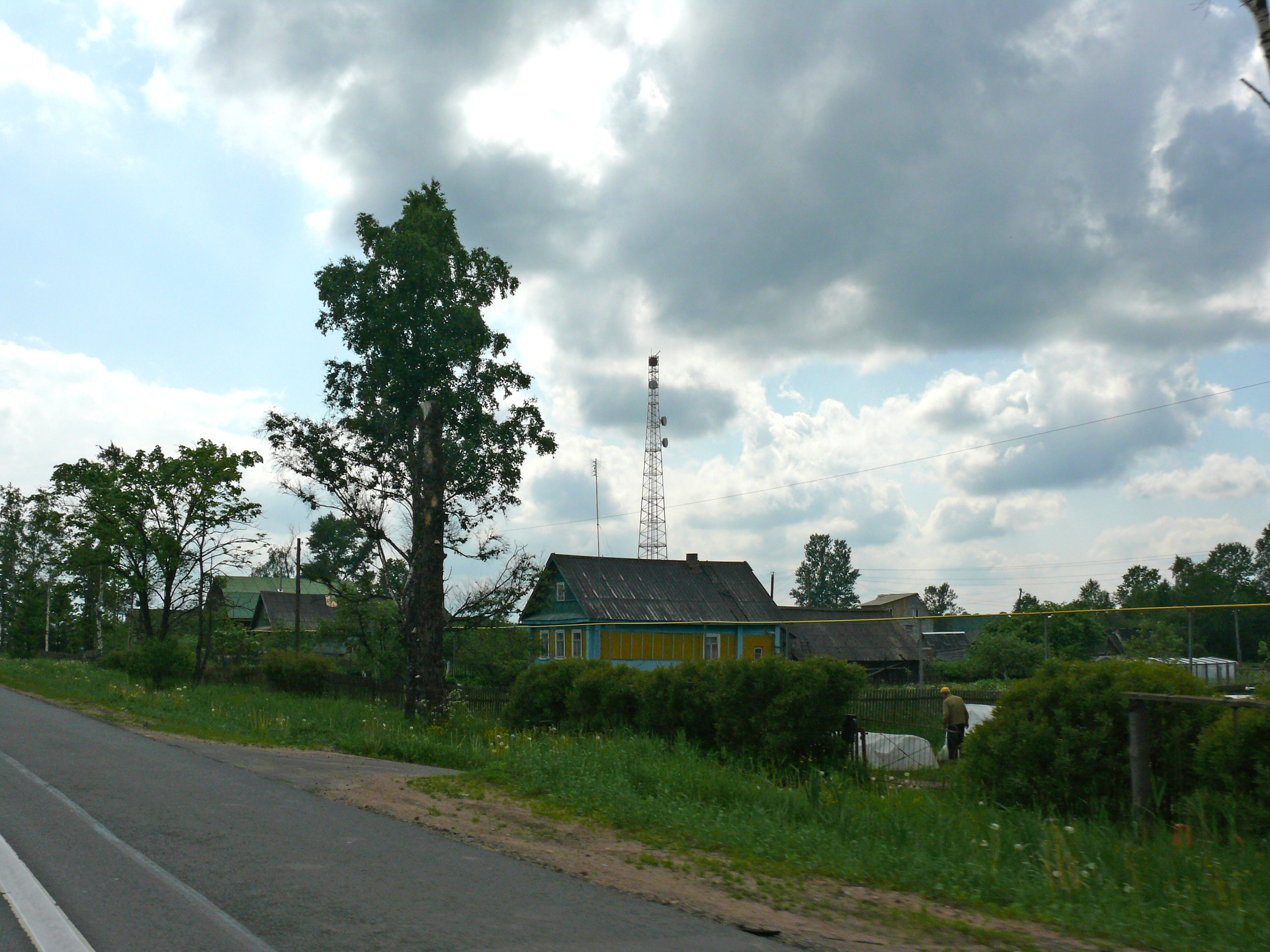
Один из домов в Трегубово

По легендам название деревни происходит от основателя, имевшего «заячью губу». Трегубово относилось к погосту Колома или Коломно. К началу XX века в 23 дворах Трегубова проживал 231 житель.
До 1991 года в Трегубове находилась центральная усадьба одноимённого совхоза с развитым животноводством (около тысячи коров и 14 тысяч свиней) действовал молокозавод. Затем совхоз был реорганизован в ОАО «Трегубово», молокозавод перестал работать, а переработкой молока в деревне занимался мини-завод «ЧП Стражникевич».
В деревне есть МАОУ «Средняя общеобразовательная школа деревни Трегубово». В школе работает краеведческий музей. Основная часть его экспозиции посвящена Великой Отечественной войне — Музей Боевой Славы. Большая часть экспозиции посвящена находящейся поблизости так называемой «Долине смерти» — месту одних из самых ожесточённых боев на Волховском фронте: (Мясной Бор, Любино Поле, Мостки, Спасская Полисть, Трегубово). Музей, открывшийся 8 мая 1966 года был перенесён сюда из восьмилетней школы деревни Большое Опочивалово в 1976 году в связи с постройкой нового здания трегубовской школы.
В деревне есть улицы: Ленинградская, Набережная, Садовая и Школьная.